# Атамекен (Бурабайський район)
Атамеке́н (каз. Атамекен) — село у складі Бурабайського району Акмолинської області Казахстану. Адміністративний центр Атамекенського сільського округу.
Населення — 690 осіб (2021; 823 у 2009, 836 у 1999, 1091 у 1989).
Національний склад станом на 1989 рік:
- росіяни — 56 %.

До 2005 року село називалось Климовка.